# Christian Felix Bauer

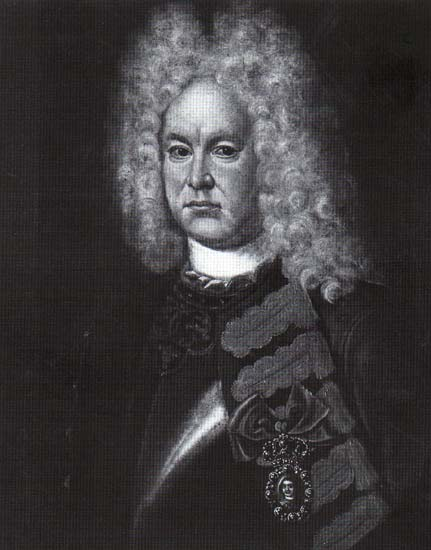
Christian Felix Bauer

Christian Felix Bauer, auch Rudolph Felix Bauer (in Russland: Rodion Christianowitsch Baur (russisch Родион Христианович Баур); * 1667 in Husum; † 1717) war ein Feldherr der Kaiserlich Russischen Armee und General der Kavallerie im Großen Nordischen Krieg.

## Leben
Bauer wurde in einer Offiziersfamilie in Husum geboren. Seine militärische Karriere begann er in der Armee des Herzogtums Mecklenburg-Strelitz, diente später in der preußischen Armee. Zu Beginn des Großen Nordischen Krieges hatte er bereits den Rang eines Hauptmanns inne. Im August 1700 wandte er sich an Otto Belling, Oberkommandant der schwedischen Armee, mit der Bitte, ihn in dieselbe aufzunehmen. Bauer hatte an einem, in der preußischen Armee verbotenen, Duell teilgenommen und wurde aus der Armee ausgestoßen. Seine Bitte wurde erhört, aber schon im September 1700 wechselte Bauer die Seiten und wurde durch Peter I. in die Russische Armee aufgenommen. Er befehligte das Dragonerregiment im Baltikum. Als Teil von zusammengesetzten Einheiten unter dem Kommando von Generalfeldmarschall Boris Petrowitsch Scheremetew beteiligte er sich mit seinem Regiment an den Kämpfen bei Hummelsdorf, Nyenschanz, Dorpat und Narwa. 1705 beteiligte sich Bauers Einheit an den Kämpfen in der Nähe der Hauptstadt von Kurland, Mitau. Im Oktober 1706 half die Einheit des Christian Felix Bauer Fürst Alexander Menschikow die schwedisch-polnische Streitkräfte des Generals Arvid Axel Mardefelt bei Kalisch zu besiegen.
Im Juni 1707, nach einer vormaligen Belagerung, eroberte Bauer die Festung Bychow, wo sich der übergelaufene polnische General Kazimir Sinitzki und seine 3000 Soldaten befanden. Für diese erfolgreiche Aktion, in der 100 Kanonen erbeutet wurden, bekam er den Rang des Generalleutnants. 1708 verfolgte er mit seinem Dragonerregiment die Bewegungen der Schwedischen Armee. Nachdem die Schweden in der Nähe von Mogiljow über den Dnepr übersetzten, attackierte er in der Schlacht von Rajowka eine der schwedischen Einheiten, die schwere Verluste hinnehmen musste. Bauer setzte weiterhin den Schweden nach und attackierte ihre Nachhut immer wieder. Seine Kavallerie kämpfte erfolgreich in der Schlacht bei Lesnaja, wodurch die Einheiten des General Adam Ludwig Lewenhaupt zerschlagen wurden. In der Schlacht bei Poltawa am 27. Juni 1709 befehligte Bauer ein Teil der Dragonerregimenter in den Kämpfen um die Redouten. Er wehrte alle schwedischen Attacken erfolgreich ab, erbeutete 14 Fahnen und Standarten. Nachdem der Generalleutnant Carl Ewald von Rönne verwundet wurde, übernahm Christian Felix Bauer das Kommando über die Kavallerie des rechten Flügels der Russischen Armee. Nach der Schlacht bei Poltawa beteiligte er sich an der Verfolgung der zerschlagenen Kräfte der feindlichen Armee bis zu Perewolotschnaja, wo sie mit einer Gefangennahme endete. Für die herausragenden Leistungen in der Schlacht bei Poltawa zeichnete ihn Peter I. mit seinem Porträt, verziert mit Diamanten, aus. Außerdem bekam er Ländereien geschenkt. Ab Herbst 1709 befehligte Bauer die Kavallerie in der Armee von Scheremetew und beteiligte sich an der Belagerung von Riga. Von 1710 bis 1711 war er der erste russische Gouverneur in Reval. Ab 1711 führte er mit seiner Kavallerieeinheit militärische Aktionen gegen die Schweden in Polen und Dänemark. Im Januar 1717 übernahm Christian Felix Bauer das Kommando der Division in der Ukraine, starb aber bald danach.